# Нидерланды на зимних Олимпийских играх 2018
Нидерланды на зимних Олимпийских играх 2018 года были представлены 34 спортсменами в 2 видах спорта.

## Медали
| Золото  |                                                                 |                                               |            |
| №       | Спортсмены                                                      | Вид спорта (дисциплина)                       | Дата       |
| 1       | Клейн Ахтеректе                                                 | Конькобежный спорт (3000 метров, женщины)     | 10 февраля |
| 2       | Свен Крамер                                                     | Конькобежный спорт (5000 метров, мужчины)     | 11 февраля |
| 3       | Ирен Вюст                                                       | Конькобежный спорт (1500 метров, женщины)     | 12 февраля |
| 4       | Кьелд Нёйс                                                      | Конькобежный спорт (1500 метров, мужчины)     | 13 февраля |
| 5       | Йорин тер Морс                                                  | Конькобежный спорт (1000 метров, женщины)     | 14 февраля |
| 6       | Эсме Виссер                                                     | Конькобежный спорт (5000 метров, женщины)     | 16 февраля |
| 7       | Сюзанне Схюлтинг                                                | Шорт-трек (1000 метров, женщины)              | 22 февраля |
| 8       | Кьелд Нёйс                                                      | Конькобежный спорт (1000 метров, мужчины)     | 23 февраля |
| Серебро |                                                                 |                                               |            |
| №       | Спортсмены                                                      | Вид спорта (дисциплина)                       | Дата       |
| 1       | Ирен Вюст                                                       | Конькобежный спорт (3000 метров, женщины)     | 10 февраля |
| 2       | Шинки Кнегт                                                     | Шорт-трек (1500 метров, мужчины)              | 10 февраля |
| 3       | Яра ван Керкхоф                                                 | Шорт-трек (500 метров, женщины)               | 13 февраля |
| 4       | Патрик Руст                                                     | Конькобежный спорт (1500 метров, мужчины)     | 13 февраля |
| 5       | Йоррит Бергсма                                                  | Конькобежный спорт (10 000 метров, мужчины)   | 15 февраля |
| 6       | Маррит Ленстра Ирен Вюст Антуанетта де Йонг Лотте ван Бек       | Конькобежный спорт (командная гонка, женщины) | 21 февраля |
| Бронза  |                                                                 |                                               |            |
| №       | Спортсмены                                                      | Вид спорта (дисциплина)                       | Дата       |
| 1       | Антоинетте де Йонг                                              | Конькобежный спорт (3000 метров, женщины)     | 10 февраля |
| 2       | Маррит Ленстра                                                  | Конькобежный спорт (1500 метров, женщины)     | 12 февраля |
| 3       | Сюзанне Схюлтинг Йорин тер Морс Яра Ван Керкхоф Лара Ван Рёйвен | Шорт-трек (эстафета, женщины)                 | 20 февраля |
| 4       | Кун Вервей Свен Крамер Ян Блокхёйсен Патрик Руст                | Конькобежный спорт (командная гонка, мужчины) | 21 февраля |
| 5       | Кун Вервей                                                      | Конькобежный спорт (масс-старт, мужчины)      | 24 февраля |
| 6       | Ирен Схаутен                                                    | Конькобежный спорт (масс-старт, женщины)      | 24 февраля |

## Состав сборной
Вторые Игры подряд голландская конькобежка Йорин тер Морс примет участие в шорт-треке и конькобежном спорте.
 Конькобежный спорт
1. Йоррит Бергсма
2. Ян Блокхёйсен
3. Кай Вербей
4. Кун Вервей
5. Боб де Врис
6. Свен Крамер
7. Роналд Мюлдер
8. Кьелд Нёйс
9. Патрик Руст
10. Ян Смекенс
11. Карлейн Ахтеректе
12. Лотте ван Бек
13. Аннаук ван дер Вейден
14. Эсме Виссер
15. Ирен Вюст
16. Анис Дас
17. Антоинетте де Йонг
18. Маррит Ленстра
19. Йорин тер Морс
20. Ирен Схаутен

 Скелетон
1. Кимберли Бос

 Сноуборд
1. Ник ван дер Велден
2. Мишель Деккер
3. Шерил Мас

 Шорт-трек
1. Дан Бреувсма
2. Деннис Виссер
3. Шинки Кнегт
4. Ицхак де Лаат
5. Дилан Хогерверф
6. Яра ван Керкхоф
7. Йорин тер Морс
8. Лара ван Рёйвен
9. Сюзанне Схюлтинг

Также на Игры была заявлена шорт-трекистка Рианне де Врис, однако она не выступила ни в одной из дисциплин олимпийской программы.

## Результаты соревнований

### Бобслей

#### Бобслей
Квалификация спортсменов для участия в Олимпийских играх осуществлялась на основании рейтинга IBSF (англ. IBSF Ranking) по состоянию на 14 января 2018 года. По его результатам сборная Нидерландов стала обладателем одной перераспределённой олимпийской квоты у мужчин в четвёрках, но отказалась от нее.

#### Скелетон
Квалификация спортсменов для участия в Олимпийских играх осуществлялась на основании рейтинга IBSF (англ. IBSF Ranking) по состоянию на 14 января 2018 года. По его результатам сборная Нидерландов стала обладателем двух олимпийских квот у женщин, но позднее отказалась от одной из них.
Женщины
| Соревнование | Спортсмены   | 1 заезд   | 1 заезд | 2 заезд   | 2 заезд | 3 заезд   | 3 заезд | 4 заезд   | 4 заезд | Итоговый результат | Итоговое место | Отставание |
| Соревнование | Спортсмены   | Результат | Место   | Результат | Место   | Результат | Место   | Результат | Место   | Итоговый результат | Итоговое место | Отставание |
| ------------ | ------------ | --------- | ------- | --------- | ------- | --------- | ------- | --------- | ------- | ------------------ | -------------- | ---------- |
| женщины      | Кимберли Бос | 52,33     | 8       | 52,26     | 7       | 51,99     | 6       | 52,01     | 7       | 3:28,59            | 8              | +1,31      |

### Коньковые виды спорта

#### Конькобежный спорт
По сравнению с прошлыми Играми в программе конькобежного спорта произошёл ряд изменений. Были добавлены соревнвнования в масс-старте, где спортсменам необходимо будет преодолеть 16 кругов, с тремя промежуточными финишами, набранные очки на которых помогут в распределении мест, начиная с 4-го. Также впервые с 1994 года конькобежцы будут бежать дистанцию 500 метров только один раз. Распределение квот происходило по итогам первых четырёх этапов Кубка мира. По их результатам был сформирован сводный квалификационный список, согласно которому сборная Нидерландов стала обладателем максимально возможного количества олимпийских квот. Нидерланды стали единственной страной, завоевавшей все лицензии.
Квалификационный турнир в олимпийскую сборную прошёл с 26 по 30 декабря на ледовой арене Тиалф в Херенвене.
Мужчины
Индивидуальные гонки
| Соревнование  | Спортсмены     | Результат | Место | Отставание |
| ------------- | -------------- | --------- | ----- | ---------- |
| 500 метров    | Роналд Мюлдер  | 34,839    | 7     | +0,42      |
| 500 метров    | Кай Вербей     | 34,90     | 9     | +0,49      |
| 500 метров    | Ян Смекенс     | 34,930    | 10    | +0,52      |
| 1000 метров   | Кьелд Нёйс     | 1:07,95   | 1     | +0,00      |
| 1000 метров   | Кай Вербей     | 1:08,61   | 6     | +0,66      |
| 1000 метров   | Кун Вервей     | 1:09,14   | 9     | +1,19      |
| 1500 метров   | Кьелд Нёйс     | 1:44,01   | 1     | +0,00      |
| 1500 метров   | Патрик Руст    | 1:44,86   | 2     | +0,85      |
| 1500 метров   | Кун Вервей     | 1:46,26   | 11    | +2,25      |
| 5000 метров   | Свен Крамер    | 6:09,76   | 1     | +0,00      |
| 5000 метров   | Ян Блокхёйсен  | 6:14,75   | 7     | +4,99      |
| 5000 метров   | Боб де Врис    | 6:22,26   | 15    | +12,50     |
| 10 000 метров | Йоррит Бергсма | 12:41,98  | 2     | +2,21      |
| 10 000 метров | Свен Крамер    | 13:01,02  | 6     | +21,25     |

Масс-старт
| Соревнование | Спортсмены  | Полуфинал | Полуфинал | Полуфинал | Полуфинал | Полуфинал | Финал | Финал | Финал   | Финал |
| Соревнование | Спортсмены  | Забег     | Круги     | Очки      | Время     | Место     | Круги | Очки  | Время   | Место |
| ------------ | ----------- | --------- | --------- | --------- | --------- | --------- | ----- | ----- | ------- | ----- |
| масс-старт   | Кун Вервей  | 1         | 16        | 5         | 8:44,90   | 5 Q       | 16    | 20    | 7:44,24 | 3     |
| масс-старт   | Свен Крамер | 2         | 16        | 6         | 8:24,51   | 4 Q       | 16    | 0     | 8:13,95 | 16    |

Командная гонка
| Соревнование    | Спортсмены                                                 | Четвертьфинал | Четвертьфинал | Четвертьфинал | Полуфинал                       | Финал                              | Итоговое Место |
| Соревнование    | Спортсмены                                                 | Забег         | Время         | Место         | Соперник / Результат            | Соперник / Результат               | Итоговое Место |
| --------------- | ---------------------------------------------------------- | ------------- | ------------- | ------------- | ------------------------------- | ---------------------------------- | -------------- |
| командная гонка | Ян Блокхёйсен Свен Крамер Кун Вервей QF, FB Патрик Руст SF | 4             | 3:40,03       | 2 Q           | Норвегия · 3:38,46 · П +1,38 QB | Финал B                            | 3              |
| командная гонка | Ян Блокхёйсен Свен Крамер Кун Вервей QF, FB Патрик Руст SF | 4             | 3:40,03       | 2 Q           | Норвегия · 3:38,46 · П +1,38 QB | Новая Зеландия · 3:38,40 · В -5,14 | 3              |

Женщины
Индивидуальные гонки
| Соревнование | Спортсмены            | Результат | Место | Отставание |
| ------------ | --------------------- | --------- | ----- | ---------- |
| 500 метров   | Йорин тер Морс        | 37,539    | 6     | +0,59      |
| 500 метров   | Анис Дас              | 38,75     | 19    | +1,81      |
| 500 метров   | Лотте Ван Бек         | 39,18     | 23    | +2,24      |
| 1000 метров  | Йорин тер Морс        | 1:13,56   | 1     | +0,00      |
| 1000 метров  | Маррит Ленстра        | 1:14,85   | 6     | +1,29      |
| 1000 метров  | Ирен Вюст             | 1:15,32   | 9     | +1,76      |
| 1500 метров  | Ирен Вюст             | 1:54,35   | 1     | +0,00      |
| 1500 метров  | Маррит Ленстра        | 1:55,26   | 3     | +0,91      |
| 1500 метров  | Лотте ван Бек         | 1:55,27   | 4     | +0,92      |
| 3000 метров  | Карлейн Ахтеректе     | 3:59,21   | 1     | +0,00      |
| 3000 метров  | Ирен Вюст             | 3:59,29   | 2     | +0,08      |
| 3000 метров  | Антуанетта де Йонг    | 4:00,02   | 3     | +0,81      |
| 5000 метров  | Эсме Виссер           | 6:50,23   | 1     | +0,00      |
| 5000 метров  | Аннаук ван дер Вейден | 6:54,17   | 4     | +3,94      |

Масс-старт
| Соревнование | Спортсмены            | Полуфинал | Полуфинал | Полуфинал | Полуфинал | Полуфинал | Финал | Финал | Финал   | Финал |
| Соревнование | Спортсмены            | Забег     | Круги     | Очки      | Время     | Место     | Круги | Очки  | Время   | Место |
| ------------ | --------------------- | --------- | --------- | --------- | --------- | --------- | ----- | ----- | ------- | ----- |
| масс-старт   | Ирен Схаутен          | 1         | 16        | 5         | 8:54,94   | 4 Q       | 16    | 20    | 8:33,02 | 3     |
| масс-старт   | Аннаук ван дер Вейден | 2         | 16        | 40        | 8:32,31   | 2 Q       | 16    | 0     | 8:42,19 | 14    |

Командная гонка
| Соревнование    | Спортсмены                                                          | Четвертьфинал | Четвертьфинал | Четвертьфинал | Полуфинал                  | Финал                      | Итоговое Место |
| Соревнование    | Спортсмены                                                          | Забег         | Время         | Место         | Соперник / Результат       | Соперник / Результат       | Итоговое Место |
| --------------- | ------------------------------------------------------------------- | ------------- | ------------- | ------------- | -------------------------- | -------------------------- | -------------- |
| командная гонка | Маррит Ленстра QF, FB Ирен Вюст Антоинетте де Йонг Лотте ван Бек SF | 1             | 2:55,61       | 1 Q           | США · 3:00,41 · В -6,87 QA | Финал A                    | 2              |
| командная гонка | Маррит Ленстра QF, FB Ирен Вюст Антоинетте де Йонг Лотте ван Бек SF | 1             | 2:55,61       | 1 Q           | США · 3:00,41 · В -6,87 QA | Япония · 2:55,48 · П +1,59 | 2              |

#### Шорт-трек
Квалификация на зимние Олимпийские игры в шорт-треке проходила по результатам четырёх этапов Кубка мира 2017/2018. По итогам этих турниров был сформирован олимпийский квалификационный лист, согласно которому сборная Нидерландов попала в число восьми сильнейших в эстафетном зачёте, как у мужчин, так и у женщин. Благодаря этому голландская сборная получила возможность заявить для участия в Играх по 5 спортсменов.
Мужчины
| Соревнование | Спортсмены                                           | Отборочный раунд | Отборочный раунд | Отборочный раунд | Четвертьфинал        | Четвертьфинал        | Четвертьфинал        | Полуфинал            | Полуфинал            | Полуфинал            | Финал                 | Финал                 | Итоговое место |
| Соревнование | Спортсмены                                           | Забег            | Результат        | Место            | Забег                | Результат            | Место                | Забег                | Результат            | Место                | Результат             | Место                 | Итоговое место |
| ------------ | ---------------------------------------------------- | ---------------- | ---------------- | ---------------- | -------------------- | -------------------- | -------------------- | -------------------- | -------------------- | -------------------- | --------------------- | --------------------- | -------------- |
| 500 метров   | Дан Бреувсма                                         | 4                | 40,806           | 2 Q              | 4                    | 40,677               | 2 Q                  | 1                    | 40,775               | 4 QB                 | Финал B               | Финал B               | 7              |
| 500 метров   | Дан Бреувсма                                         | 4                | 40,806           | 2 Q              | 4                    | 40,677               | 2 Q                  | 1                    | 40,775               | 4 QB                 | 40,835                | 3                     | 7              |
| 500 метров   | Дилан Хогерверф                                      | 3                | 40,657           | 2 Q              | 4                    | 41,007               | 3                    | завершил выступление | завершил выступление | завершил выступление | завершил выступление  | завершил выступление  | 11             |
| 500 метров   | Шинки Кнегт                                          | 5                | PEN              | —                | завершил выступление | завершил выступление | завершил выступление | завершил выступление | завершил выступление | завершил выступление | завершил выступление  | завершил выступление  | —              |
| 1000 метров  | Ицхак де Лаат                                        | 6                | 1:24,639         | 1 Q              | 2                    | 1:24,423             | 3                    | завершил выступление | завершил выступление | завершил выступление | завершил выступление  | завершил выступление  | 10             |
| 1000 метров  | Шинки Кнегт                                          | 4                | 1:23,823         | 1 Q              | 3                    | PEN                  | —                    | завершил выступление | завершил выступление | завершил выступление | завершил выступление  | завершил выступление  | 16             |
| 1000 метров  | Дан Бреувсма                                         | 2                | 1:24,429         | 4                | завершил выступление | завершил выступление | завершил выступление | завершил выступление | завершил выступление | завершил выступление | завершил выступление  | завершил выступление  | 26             |
| 1500 метров  | Шинки Кнегт                                          | 6                | 2:15,949         | 3 Q              | не проводится        | не проводится        | не проводится        | 2                    | 2:11,900             | 1 QA                 | 2:10,555              | 2                     | 2              |
| 1500 метров  | Ицхак де Лаат                                        | 3                | 2:15,691         | 2 Q              | не проводится        | не проводится        | не проводится        | 3                    | 2:11,781             | 3 ADVA               | 2:12,362              | 6                     | 6              |
| эстафета     | Шинки Кнегт Дан Бреувсма Ицхак де Лаат Деннис Виссер | не проводится    | не проводится    | не проводится    | не проводится        | не проводится        | не проводится        | 1                    | PEN                  | —                    | завершили выступление | завершили выступление | —              |

Женщины
| Соревнование | Спортсмены                                                      | Отборочный раунд | Отборочный раунд | Отборочный раунд | Четвертьфинал         | Четвертьфинал         | Четвертьфинал         | Полуфинал             | Полуфинал             | Полуфинал             | Финал                 | Финал                 | Итоговое место |
| Соревнование | Спортсмены                                                      | Забег            | Результат        | Место            | Забег                 | Результат             | Место                 | Забег                 | Результат             | Место                 | Результат             | Место                 | Итоговое место |
| ------------ | --------------------------------------------------------------- | ---------------- | ---------------- | ---------------- | --------------------- | --------------------- | --------------------- | --------------------- | --------------------- | --------------------- | --------------------- | --------------------- | -------------- |
| 500 метров   | Яра ван Керкхоф                                                 | 3                | 43,430           | 2 Q              | 1                     | 43,197                | 2 Q                   | 2                     | 43,182                | 1 QA                  | 43,256                | 2                     | 2              |
| 500 метров   | Лара ван Рёйвен                                                 | 7                | 43,771           | 3                | завершила выступление | завершила выступление | завершила выступление | завершила выступление | завершила выступление | завершила выступление | завершила выступление | завершила выступление | 20             |
| 500 метров   | Сюзанне Схюлтинг                                                | 3                | без времени      | —                | завершила выступление | завершила выступление | завершила выступление | завершила выступление | завершила выступление | завершила выступление | завершила выступление | завершила выступление | 30             |
| 1000 метров  | Сюзанне Схюлтинг                                                | 3                | 1:29,519         | 1 Q              | 4                     | 1:29,377              | 2 Q                   | 2                     | 1:30,949              | 1 QA                  | 1:29,778              | 1                     | 1              |
| 1000 метров  | Лара ван Рёйвен                                                 | 5                | 1:30,896         | 1 Q              | 3                     | 1:31,754              | 4                     | завершила выступление | завершила выступление | завершила выступление | завершила выступление | завершила выступление | 13             |
| 1000 метров  | Яра ван Керкхоф                                                 | 6                | 1:43,364         | 2 Q              | 4                     | 1:29,670              | 4                     | завершила выступление | завершила выступление | завершила выступление | завершила выступление | завершила выступление | 14             |
| 1500 метров  | Йорин тер Морс                                                  | 1                | 2:28,587         | 2 Q              | не проводится         | не проводится         | не проводится         | 2                     | 2:34,385              | 1 QA                  | 2:25,955              | 5                     | 5              |
| 1500 метров  | Сюзанне Схюлтинг                                                | 4                | 2:27,730         | 1 Q              | не проводится         | не проводится         | не проводится         | 2                     | 2:34,632              | 4 QB                  | Финал B               | Финал B               | 10             |
| 1500 метров  | Сюзанне Схюлтинг                                                | 4                | 2:27,730         | 1 Q              | не проводится         | не проводится         | не проводится         | 2                     | 2:34,632              | 4 QB                  | 2:37,163              | 3                     | 10             |
| эстафета     | Яра ван Керкхоф Йорин тер Морс Лара ван Рёйвен Сюзанне Схюлтинг | не проводится    | не проводится    | не проводится    | не проводится         | не проводится         | не проводится         | 2                     | 4:05,977              | 3 QB                  | Финал B               | Финал B               | 3              |
| эстафета     | Яра ван Керкхоф Йорин тер Морс Лара ван Рёйвен Сюзанне Схюлтинг | не проводится    | не проводится    | не проводится    | не проводится         | не проводится         | не проводится         | 2                     | 4:05,977              | 3 QB                  | 4:03,471              | 1                     | 3              |

### Лыжные виды спорта

#### Горнолыжный спорт
Квалификация спортсменов для участия в Олимпийских играх осуществлялась на основании специального квалификационного рейтинга FIS по состоянию на 21 января 2018 года. При этом НОК для участия в Олимпийских играх мог выбрать только того спортсмена, который вошёл в топ-500 олимпийского рейтинга в своей дисциплине, и при этом имел определённое количество очков, согласно квалификационной таблице. Страны, не имеющие участников в числе 500 сильнейших спортсменов, могли претендовать только на квоты категории «B» в технических дисциплинах. По итогам квалификационного отбора сборная Нидерландов завоевала 2 олимпийские лицензии категории «A», однако от обеих отказалась.

#### Сноуборд
По сравнению с прошлыми Играми в программе соревнований произошёл ряд изменений. Вместо параллельного слалома были добавлены соревнования в биг-эйре. Во всех дисциплинах, за исключением мужского сноуборд-кросса, изменилось количество участников соревнований, был отменён полуфинальный раунд, а также в финалах фристайла спортсмены стали выполнять по три попытки. Квалификация спортсменов для участия в Олимпийских играх осуществлялась на основании специального квалификационного рейтинга FIS по состоянию на 21 января 2018 года. Для каждой дисциплины были установлены определённые условия, выполнив которые спортсмены могли претендовать на попадание в состав сборной для участия в Олимпийских играх. По итогам квалификационного отбора сборная Нидерландов завоевала 4 олимпийских лицензии, но позднее отказалась от квоты в мужском сноуборд-кроссе.
Мужчины
Фристайл
| Соревнование | Спортсмены         | Квалификация | Квалификация | Квалификация | Квалификация | Финал                | Финал                | Финал                | Финал                | Итоговое место |
| Соревнование | Спортсмены         | Заезд        | 1 спуск      | 2 спуск      | Место        | 1 спуск              | 2 спуск              | 3 спуск              | Место                | Итоговое место |
| ------------ | ------------------ | ------------ | ------------ | ------------ | ------------ | -------------------- | -------------------- | -------------------- | -------------------- | -------------- |
| слоупстайл   | Ник ван дер Велден | 1            | DNS          | DNS          | DNS          | завершил выступление | завершил выступление | завершил выступление | завершил выступление | —              |

Женщины
Фристайл
| Соревнование | Спортсмены | Квалификация | Квалификация | Квалификация | Квалификация | Финал                 | Финал                 | Финал                 | Финал                 | Итоговое место |
| Соревнование | Спортсмены | Заезд        | 1 спуск      | 2 спуск      | Место        | 1 спуск               | 2 спуск               | 3 спуск               | Место                 | Итоговое место |
| ------------ | ---------- | ------------ | ------------ | ------------ | ------------ | --------------------- | --------------------- | --------------------- | --------------------- | -------------- |
| слоупстайл   | Шерил Мас  | отменена     | отменена     | отменена     | отменена     | 31,71                 | 35,30                 | отменён               | 23                    | 23             |
| биг-эйр      | Шерил Мас  | 1            | 65,00        | 44,75        | 20           | завершила выступление | завершила выступление | завершила выступление | завершила выступление | 20             |

 Слалом
| Соревнование                   | Спортсмены    | Квалификация | Квалификация | Квалификация | Квалификация | 1/8 финала            | Четвертьфинал         | Полуфинал             | Финал                 | Место |
| Соревнование                   | Спортсмены    | Синий курс   | Красный курс | Всего        | Место        | Соперник Результат    | Соперник Результат    | Соперник Результат    | Соперник Результат    | Место |
| ------------------------------ | ------------- | ------------ | ------------ | ------------ | ------------ | --------------------- | --------------------- | --------------------- | --------------------- | ----- |
| параллельный гигантский слалом | Мишель Деккер | 47,42        | 46,18        | 1:33,60      | 17           | завершила выступление | завершила выступление | завершила выступление | завершила выступление | 17    |